# ایوان کرخه
ایوان کرخه آثار شهری از دوره ساسانیان است و در زمان شاپور دوم ساسانی (۳۷۹–۳۰۹)ساخته شده‌است. این بنا در ۲۰ کیلومتری شمال غربی شوش، در غرب رود کرخه در جاده دهلران قرار دارد و کامل‌ترین و بزرگ‌ترین شهر مدفون شده ساسانی است.
درحال حاضر فقط بخش اندکی از بنا باقی‌مانده‌است. به موازات دیوار، بنای بلند ۵۵ متری وجود دارد که در آن سه اتاق قابل تمیز هستند: در مرکز، یک سرسرای مربع به ضلع ۷متر که در شمال و جنوب با دو سرسرای مستطیل (۹متر*۱۷متر) همجوار است. در روی دیوار شرقی، تنها دیوار حفاظت شده تا امروز حرکت قوس‌های عرضی به عرض ۶۰/۱ متر با فاصله ۷۲/۱ تا ۵۸/۱ متر مشهود است. در فاصله بین قوسها، دیوار دارای پنجره‌های باریکی است که پایه آن‌ها اندکی بالاتر از پاکار قوس‌ها است. ساختمان به وسیلهٔ آجر به اضلاع ۲۸ تا ۳۲ سانتیمتر با ملات گچ ساخته شده‌است.
باستان‌شناس، سید محمدتقی مصطفوی در سال نهم شماره هفتم و هشتم مجلهٔ آموزش و پرورش تحت عنوان (ایوان کرخه) این گونه می‌گوید:
«در سمت مشرق محوطه کاخ به فاصله به‌طور تقریبی سیصد متری گوشه جنوب شرقی آن ساختمان طویل آجری موجود بوده که امروز نصف بیشتر آن از بین رفته و نیمه کمتر آن سرپا مانده‌است. از روی نیمه باقی‌مانده این کاخ ویران چنین دستگیر می‌شود که ساختمان بطول ۴۶ متر و پهنای ۵۰/۱۴ متر بر فراز باروی شرقی این محوطه وجود داشته و با در نظر گرفتن طاق هلالی آجری و سایر مشخصات بنا معلوم می‌گردد که تالار با شکوهی را تشکیل می‌داده‌است که از درون آن می‌توانسته‌اند جریان آب کرخه و جلگه پهناور خوزستان را تا چندین فرسخ بنگرند. در نقشه‌ای که از این بنا تهیه گردید قسمتهای موجود بوسیله خطوط کامل و قسمتهای از بین رفته و روزنه با خطوط بریده نشان داده شده‌است و بطوریکه ملاحظه می‌گردد تالار این کاخ در وسط رو به هر جانب یک درب داشته و در طول تالار نیز از هر جانب ۸ روزنه درون آنرا روشن می‌کرده‌است.»

## پیدایش و اهمیت
ایوان کرخه دارای اهمیت تاریخی و معماری است. از نظر تاریخی اهمیت این محوطه در این است که شهر قرار بوده که جانشین شوش بشود. در زمان شاپور دوم ساسانی، شوش تا حدی مسیحی شده بود و به همین دلیل مشکلاتی میان ایران و روم-که در آغاز روم شرقی شدن بود –یعنی در زمان کنستانتین بروز کرده بود. کنستانتین در آخرین روزهای زندگی اش غسل تعمید می‌گیرد و بعد امپراطوری روم به‌طور رسمی مسیحی می‌شود و از همین‌جا برای شاهنشاهی ساسانی نگرانی به وجود می‌آید. تا حدی تحرکاتی هم در میان مسیحیان ایران به وجود آمد که این موضوع بعدها در زمان بهرام چهارم با تمهیداتی که دولت ساسانی اندیشید منتفی شد.
حاصل این تغییرات، سختگیری‌های بیشتر دولت ساسانی، در قبال مسیحیان ایران بود و متهم به همدستی با روم شدند. یکی از این موارد، شورش مسیحیان شوش بود که علیه شاپور دوم قیام کردند و شاپور به ناچار شوش را تصرف کرد که به نقل از مورخان ۴۰۰ فیل جنگی شهر را لگدکوب کردند و بنابراین شهر تخریب شد. گویا برای اینکه شوش دوباره قد علم نکند، شاپور شهر دیگری در کنار آن به نام ایرانشهر شاپور ساخت.

## وضعیت
این شهر باستانی در دوران جنگ تحمیلی به‌جهت موقعیت جغرافیایی آسیب‌های جدی و فراوانی از سوی نیروهای عراقی دیده‌است. ازجمله آسیب‌های وارده در زمان جنگ هشت ساله بر این محوطه تاریخی استفاده از حصارهای آن به عنوان سنگر و تخریب سازه‌های منسوب به کاخ در بخش جنوبی این شهر مهم به وسیله گلوله‌های خمپاره‌ است که خسارت‌های جبران‌ناپذیری را بر این شهر وارد نموده‌ است.
قسمتی از اراضی این شهر باستانی برای انجام عملیات کشاورزی در اختیار گرفته شده و از بین رفته است. ١٠٠ هکتار از محوطه باستانی ایوان کرخه توسط یک مرکز آموزش عالی به زیرکشت رفته است.